# قاعده (فلسفه)
قاعده (به انگلیسی maxim) بیان مختصر از یک اصل یا حکم اخلاقی اساسی است، بسته به مکتب فلسفی فرد به عنوان یک موضوع عینی یا فردی تلقی می‌شود. یک قاعده اغلب هدف آموزشی دارد و کنش‌های خاصی را برمی‌انگیزد. فرهنگ لغت فلسفه آکسفورد قاعده را چنین تعریف می‌کند:
عموماً به هرگونه قانون یا رهنمود زندگی ساده و قابل به‌خاطرسپاری، مثلاً "نه قرض بده نه قرض بگیر" اشاره دارند. آلفرد تنیسون در عمارت لاکسلی از "بار سبکی از قاعده‌ها که بر قلب دخترک سنگینی می‌کرد "سخن می‌گوید و قاعده‌ها عموماً با رویکرد عامیانه (folksy) یا سرمشقی (copy-book) به اخلاق منتسب می‌شوند.